# Нижняя Лотарингия
Нижняя Лотарингия (лат. Lotharingia Mosana, нем. Niederlothringen, фр. Basse-Lotharingie) — средневековое герцогство в составе Священной Римской империи. Сейчас его территория входит в состав Нидерландов, Бельгии и Франции.

## История
В 959 году в Лотарингии вспыхнул крупный мятеж лотарингской знати, недовольной политикой герцога Лотарингии и архиепископа Бруно, приказавшего разрушать замки сеньоров, промышлявших разбоем, а также обложивший знать крупным налогом. Мятеж возглавил бывший советник Бруно Иммон, сеньор Шевремона. Для подавления мятежа и для сдерживания лотарингцев на будущее, Бруно разделил герцогство на две части: Верхнюю Лотарингию (L. Mosellana) и Нижнюю Лотарингию (L. Mosana). Области Трира, Меца, Туля и Вердена находились в непосредственной зависимости от императора. Во главе каждого герцогства Бруно поставил заместителя с титулом «вице-герцог». Вице-герцогом Верхней Лотарингии стал граф Бара и Меца Фридрих (Ферри) I (ок. 942—984), женатый на дочери Гуго Великого, племяннице Бруно. Герцогом Нижней Лотарингии стал граф Эно Готфрид.
О первых правителях Нижней Лотарингии известно немного. Готфрид был преданным соратником герцога Бруно и умер от эпидемии во время итальянского похода императора Оттона I в 964 году. После этого пост вице-герцога Нижней Лотарингии несколько лет оставался вакантным, только в 968 году вице-герцогом был назначен граф Эно Рихер. После смерти Рихера в 973 году вице-герцога назначено не было.
В 978 году император Оттон II, решивший обезопасить Лотарингию от нападений короля Западно-Франкского королевства Лотаря, который претендовал на неё по праву своей матери, вдовы герцога Лотарингии Гизельберта, назначил герцогом Нижней Лотарингии брата Лотаря — Карла, рассорившегося с братом. Резиденцией нового герцога стал Брюссель.
После того, как королём Западно-Франкского королевства (Франции) был в 987 году выбран Гуго Капет, Карл, лишенный в своё время права наследования, решил отвоевать себе французскую корону. В 990 году, передав управление герцогством своему сыну Оттону, Карл начал войну против Гуго Капета, захватил Реймс и Лан. Однако 29 марта 991 года он был схвачен благодаря вероломству епископа Лана Асцелина и вместе со своим младшим сыном Людовиком выдан Гуго Капету, который заточил Карла с женой и детьми в крепость в Орлеане. Карл в итоге умер в заключении.
Его сын Оттон в отличие от отца не пытался оспаривать права Капетингов на французский трон. Будучи близким родственником (двоюродным братом) императора Оттона III, Оттон Нижнелотарингский был его верным вассалом. Точный год смерти Оттона неизвестен. Возможно это произошло в 1005 году. Наследников он не оставил, пост герцога оставался вакантен до 1012 года.
Несмотря на то, что на титул претендовали Регинариды, граф Эно Ренье IV и его брат, граф Лувена Ламберт I, император Генрих II назначил около 1012 года новым герцогом графа Вердена Готфрида, отец которого, Готфрид Пленник, был одним из самых надёжных союзников императоров в Лотарингии.
Во время правления Готфрида в Нижней Лотарингии уже начали появляться признаки распада. Готфрид попытался бороться с местными правителями, стремившимися к самостоятельности. Проводя политику умиротворения лотарингской знати, Готфрид в первую очередь опирался на своих младших братьев — маркграфа Антверпена Гозело и маркграфа Энама Германа. Первоначально ему пришлось бороться против графа Лувена Ламберта I, которого поддерживали племянник, граф Эно Ренье V, а также его родственник граф Намюра Роберт II. Но в 1015 году Готфрид в битве при Флорене разбил армию Ламберта и Роберта, при этом Ламберт погиб.
В 1018 году Готфрид оказался втянут в конфликт императора с графом Голландии Дирком III. Поводом к конфликту послужила постройка замка Влардинген в устье Мааса, благодаря чему значительно уменьшились доходы от торговли в Утрехте. Император Генрих II решил вмешаться и послал армию во главе с герцогом Готфридом. Однако битва при Влардингене 29 июля закончилась разгромом имперской армии, погибли многие военачальники, а сам герцог Готфрид попал в плен. В итоге император был вынужден отступиться от своих требований и заключить мир с Дирком, после чего Готфрид был освобождён. Победа усилила позиции графов Голландии. Готфрид не оставил наследников, поэтому после его смерти в 1023 году Нижнюю Лотарингию император Генрих II передал маркграфу Антверпена Гозело I, младшему брату Готфрида.
После смерти императора Генриха II Гозело не сразу признал нового правителя империи, Конрада II. В 1033 году, когда после смерти герцога Верхней Лотарингии Фридриха III император Конрад II, который вел борьбу против графа Блуа Эда II в споре за наследование королевства Бургундия, нуждавшийся в помощи Гозело, передал ему и Верхнюю Лотарингию. Объединив в своих руках всю Лотарингию, Гозело значительно усилил свои позиции.
Эд II де Блуа с 1033 года производил регулярные набеги на Лотарингию. В 1033 году было разграблено епископство Туль, то же произошло и в 1037 году. В ответ лотарингская знать выступила против Эда. Гозело, его старший сын Готфрид, который в 1025 году унаследовал графство Верден, граф Меца Герхард IV и граф Намюра Альберт II, которых поддерживали епископ Льежа и архиепископ Меца, 15 ноября 1037 года в битве около Бар-ле-Дюк разбили армию Эда II де Блуа, а сам он погиб.
Гозело умер в 1044 году. Император Генрих III воспользовался этим, чтобы снова разделить Лотарингию. Верхнюю Лотарингию и Антверпенскую марку получил старший сын Гозело Готфрид II, который последние годы был соправителем отца, а Нижняя Лотарингия была передана второму сыну, Гозело II. После этого судьбы обоих герцогств разошлись окончательно.
Недееспособного Гозело II уже в 1046 году сменил Фридрих II Люксембургский, сын графа Люксембурга Фридриха I. Фридрих был верной опорой императорской власти в Нижней Лотарингии, однако он не мог противостоять постепенному развалу герцогства.
Преемником умершего в 1065 году Фридриха стал Готфрид II Бородатый, сын Гозело I. Готфрид, ранее потерявший Верхнюю Лотарингию в результате восстания в 1046 году, сохранил в своих руках только Верден. Позже он посредством брака приобрёл владения в Северной Италии, что вызвало недовольство императора Генриха III. Однако после смерти Генриха III Готфрид смог договориться о мире с императрицей Агнессой де Пуатье, регентшей империи при малолетнем сыне Генрихе IV, которая пообещала Готфриду передать под его управление Нижнюю Лотарингию после смерти Фридриха. При этом Готфрид, занятый своими планами в Италии, уделял Лотарингии мало внимания. Он умер в 1069 году.
Наследник Готфрида Бородатого, Готфрид III Горбатый, в отличие от отца был одним из самых верных сторонников императора Генриха IV и его опорой в Нижней Лотарингии, где пытался противостоять усилившимся лотарингским князьям, стремившихся к независимости от императорской знати. Однако в 1076 году Готфрид был смертельно ранен и умер в Утрехте.
Готфрид Горбатый фактически был последним герцогом Нижней Лотарингии, обладавший там реальной властью. Титул герцога сохранился ещё в течение века, однако постепенно он стал пустым названием. Сначала император передал титул своему малолетнему сыну Конраду, назначив при нём вице-герцогом графа Намюра Альберта III, однако в 1088 году титул был передан Готфриду Бульонскому, племяннику Готфрида Горбатого, но никакой реальной власти Готфрид Бульонский не имел. Ему принадлежали только Верден и Антверпенская марка, а в Нижней Лотарингии за власть боролись графы Эно, Намюра, Голландии, а также граф Фландрии, стремившиеся расширить свои владения за счёт имперских земель. В 1096 году Готфрид, отправляясь в Первый крестовый поход, продал свои владения епископу Льежа.
Герцогский титул оставался вакантным до 1101 года. В это самое время шла борьба между императором Генрихом IV и его сыном Генрихом V за власть в Священной Римской империи. Только в 1101 году император назначил герцогом графа Лимбурга Генриха I, поддерживавшего его в борьбе против сына.
Генрих Лимбургский оставался верным сторонником императора до его самой смерти в 1106 году. После этого Генрих V атаковал владения сторонников отца. Лимбург был взят, а Генрих Лимбургский был заключён в тюрьму, однако ему удалось бежать, и он снова вступил в борьбу за Нижнюю Лотарингию, но безуспешно. В итоге ему пришлось заключить мир с Генрихом V и графом Лувена Готфридом, которому Генрих V даровал титул герцога Лотарингии. В итоге Генрих сохранил за собой герцогский титул и стал именоваться герцогом Лимбургским. Это не помешало Генриху продолжить борьбу против Готфрида Лувенского, но особого успеха он не добился.
Потомки Генриха Лимбургского и Готфрида Лувенского продолжили его борьбу и спорили за титул герцога Нижней Лотарингии с представителями Лувенского дома почти до конца XII века. Однако реальной власти в Нижней Лотарингии герцоги не имели, а само герцогство фактически развалилось на ряд светских и духовных княжеств.
После смерти в 1190 году графа Лувена и герцога Нижней Лотарингии Готфрида III (VII) титул герцога Нижней Лотарингии был объявлен не имеющим правления. Сын Готфрида, Генрих I, ещё при жизни отца получил титул герцога Брабанта. Несмотря на уничтожение титула Генрих и его преемники вплоть до конца Ancien Régime формально носили и титул герцога Нижней Лотарингии (Лотье).

## Список правителей Нижней Лотарингии

### Вице-герцоги Нижней Лотарингии
Матфридинги
- 959—964: Готфрид (Жоффруа) (I) (ум. 964), граф Эно (Геннегау) с 958, граф в Юлихгау, вице-герцог Нижней Лотарингии с 959
- 964—968: вакантно
- 968—973: Рихер (ум. 973), граф в Лютихгау, граф Эно (Геннегау) с 964, вице-герцог Нижней Лотарингии с 968
- 973—978: вакантно

### Герцоги Нижней Лотарингии
Каролинги
- 978—991: Карл I (ум. после 992), герцог Нижней Лотарингии с 978, сын Людовика IV Заморского, короля Западно-Франкского королевства, и Герберги Саксонской, вдовы Гизельберта, герцога Лотарингии
- 991—1005/1012: Оттон (II) (ум. 1005/1012), герцог Нижней Лотарингии с 993, сын Карла I

Арденский дом (Вигерихиды), Верденская линия
- 1012—1023: Готфрид (Жоффруа) II (I) (ум. 1023), граф Вердена (Готфрид II) с после 998, герцог Нижней Лотарингии с 1012, сын Готфрида I Пленника, графа Вердена
- 1023—1044: Гозело I (ок. 970—1044), герцог Нижней Лотарингии с 1023, герцог Верхней Лотарингии с 1033, брат Готфрида II
- 1044—1046: Гозело II (ок. 1008—1046), герцог Нижней Лотарингии с 1044, сын Гозело I

Арденский дом (Вигерихиды), Люксембургская линия
- 1046—1065: Фридрих II Люксембургский (1003—1065), герцог Нижней Лотарингии с 1046, сын графа Фридриха I Люксембургского

Арденский дом (Вигерихиды), Верденская линия
- 1065—1069: Готфрид (Жоффруа) II Бородатый (ум. 1069), герцог Верхней Лотарингии 1044—1047, герцог Нижней Лотарингии с 1065, сын Гоцело I
- 1069—1076: Готфрид (Жоффруа) III Горбатый (ок. 1040—1076), герцог Нижней Лотарингии с 1069, сын Готфрид II

Салическая (Франконская) династия
- 1076—1089: Конрад II (1074—1101), король Италии 1093—1098, антикороль Германии 1087—1098, герцог Нижней Лотарингии и маркграф Турина 1076—1089 сын императора Генриха IV

вице-герцог : Альберт III Намюрский (ок. 1035—1102), граф Намюра с 1063, регент (вице-герцог) Нижней Лотарингии 1076—1089
Булонский дом
- 1089 — 1096: Готфрид (Жоффруа) IV Бульонский (ок. 1060—1100), граф Бульонский, герцог Нижней Лотарингии с 1089, сын Эсташа II, графа Булони, и Иды, дочери герцога Готфрида III Бородатого

В 1096 году Готфрид Бульонский заложил герцогство, отправляясь в Крестовый поход. После его смерти за титул герцога Нижней Лотарингии спорили Лимбургский и Лувенский дома.

### Титулярные герцоги Нижней Лотарингии
Лимбургский дом
- 1101 — 1106: Генрих II Лимбургский (ум. 1119), граф Арлона и Лимбурга (Генрих I) с 1081, герцог Нижней Лотарингии 1101—1106, внук Фридриха II Люксембургского

Лувенский дом
- 1106 — 1125: Готфрид (Жоффруа) V Смелый (1060—1140), граф Лувена и Брюсселя (Годфрид I) с 1095, ландграф Брабанта с 1095, маркграф Антверпена, герцог Нижней Лотарингии 1106—1125, 1138—1140

Лимбургский дом
- 1125 — 1138: Вальрам (Валеран) Лимбургский (ум. 1139), граф Арлона и герцог Лимбурга с 1119, герцог Нижней Лотарингии 1125—1138, сын Генриха Лимбургского

Лувенский дом
- 1138 — 1140: Готфрид (Жоффруа) V Смелый, вторично
- 1140 — 1143: Готфрид (Жоффруа) VI (ум.1143), граф Лувена и ландграф Брабанта (Готфрид II) с 1140, герцог Нижней Лотарингии с 1140, сын Готфрида V Смелого
- 1143 — 1190: Готфрид VII, граф Лувена, маркграф Брабанта (Готфрид III), герцог Нижней Лотарингии с 1143, сын Готфрида VI

## Княжества, ходившие в состав Нижней Лотарингии
Светские княжества
- Антверпенская марка
- Графство Арлон
- Брабантская марка
- Энамская марка
- Графство Голландия
- Графство Клеве
- Графство Лимбург, затем герцогство Лимбург
- Графство Лооз
- Графство Лувен (с 1183 года вместе с Брабантской маркой образовало герцогство Брабант)
- Графство Люксембург
- Графство Намюр
- Графство Эно (Геннегау)
  - Графство Монс
  - Валансьенская марка

Духовные княжества
- Епископство Камбре
- Архиепископство Кёльн
- Епископство Льеж
- Епископство Утрехт